# Limbochromis robertsi
Espèce
Statut de conservation UICN

 EN B1ab(iii)+2ab(iii) : En danger
Limbochromis robertsi est une espèce des poissons téléostéens de la famille des Cichlidae endémique du Ghana.

## Biologie
On ne le retrouve que dans de petits ruisseaux boisés peu profonds et bien ombragés avec des eaux courantes. Son régime alimentaire se compose principalement de détritus et d'algues et, dans une moindre mesure, d'œufs de crevettes.